# Semiothisa multistrigata
Semiothisa multistrigata är en fjärilsart som beskrevs av W. Warren 1897. Semiothisa multistrigata ingår i släktet Semiothisa och familjen mätare. Inga underarter finns listade i Catalogue of Life.